# Бейнем, Рон
Ро́налд Ле́сли Бейнем (англ. Ronald Leslie Baynham; 10 июня 1929, Бирмингем, Уорикшир — 18 марта 2024) — английский футболист, играл на позиции вратаря.

## Биография

### Игровая карьера
Бейнем начинал карьеру как любитель во время службы в армии и своей игрой привлёк внимание скаута клуба «Вулверхэмптон Уондерерс». Бейнем отказался переходить в этот клуб и по окончании службы в армии присоединился к клубу «Вустер Сити», где играл два сезона.
В 1951 году Бейнем перешёл в «Лутон Таун», но в течение четырёх сезонов был вторым вратарём после Бернарда Стретена. В 1955 году «Лутон» вышел в первый дивизион, в котором клуб отыграл 5 сезонов, и Бейнем постепенно стал в этой команде основным вратарём. Он выступал в финале Кубка Англии 1959 года, в котором «Лутон Таун» проиграл клубу «Ноттингем Форест» со счётом 2:1; это поражение вратарь назвал «самым большим разочарованием в своей карьере».
В последующие годы Бейнем оставался основным вратарём клуба и в низших дивизионах английского футбола, пока не завершил игровую карьеру. Он сыграл во всех турнирах за «Лутон Таун» 434 матча.
В 1955 году сыграл за сборную Англии 3 матча, в которых пропустил 2 мяча.

### Смерть
Скончался 18 марта 2024 года в возрасте 94 лет; он был старшим по возрасту среди живых игроков сборной Англии.